# 皮利什圣伊万
皮利什圣伊万（匈牙利語：Pilisszentiván）是匈牙利佩斯州所辖的一个村。总面积8.12平方公里，总人口4343，人口密度534.9人/平方公里（2011年1月1日）。